# ディー・テートリッヒェ・ドーリス
ディー・テートリッヒェ・ドーリス（Die Tödliche Doris）は、1980年に西ドイツの西ベルリンで結成された実験音楽のパフォーマンス集団である。
「Die Tödliche Doris」は直訳すると「死せるドーリス」（「致死量」を意味する「Die tödliche dosis」のもじり）であるが、1986年に日本で発売された 『わたしたちのデビュー（Unser Debut）』と『第六作品（Sechs）』のカップリング盤の邦題を基に「致死量ドーリス」として訳される場合が多い。

## 概要
ヴォルフガング・ミュラー主催のダダイスト集団「Die Geniale Dilletanten」（天才的ディレタント）の活動のひとつとしてニコラウス・ウーターメーレン、クリス・ドライアーの3人によって結成され、メンバーの変遷を経て最終的にミュラー、ウーターメーレン、ケート・クルーゼによるグループとなり、1987年まで活動した。
音楽性は実験音楽やアヴァンギャルド・ミュージック的な要素が多かったが、ポップ・ミュージックとして分類される楽曲も存在する。
作品の形態が特殊であるものもあり、例えば『コーラルとソロ（Choere & Soli）』は8枚の小さなレコードと再生機械がセットとなり、『わたしたちのデビュー（Unser Debut）』と『第六作品（Sechs）』は独立した作品であるが同時に再生することによって別のアルバムとして成立するようになっている。
1988年、初来日。11月1日と2日の2回、東京の渋谷CLUB QUATTROで日本公演を行う。　
ニコラウス・ウーターメーレンは、1996年に死去。

## ディスコグラフィ

### アルバム
- 『ファースト・アルバム』 - ”　” (1982年)
- Die Toedliche Doris Live im SO 36 (1983年)
- 『コーラスとソロ』 - Choere & Soli (1983年)
- Choere & Soli live im Delphi-Palast (1984年)
- 『致死量ドーリス - わたしたちのデビュー』 - Unser Debut (1984年)
- Naturkatastrophen (1984年)
- Die Ueber-Doris (1985年)
- 『致死量ドーリス - 第六作品』 - Sechs (1986年)
- Liveplaybacks (1986年)

### EP
- Der siebenkoepfige Informator (1980年)
- 『特徴的なアレ:再現 (1)』 - Das typische Ding (1981年)
- Tabea und Doris duerfen doch wohl noch Apache tanzen (1981年)
- 『日常における七つの死亡事故』 - Ohne Titel bekannt als 7 toedliche Unfaelle im Haushalt (1981年)

### コンピレーション・アルバム
- 『致死量ドーリス』 - Unser Debut + Sechs (1986年) ※『わたしたちのデビュー』『第六作品』の2枚組（WAVE）[1]。
- 『三度目の正直』 - Das Gab's Nur Dreimal (1988年)
- Der Siebenköpfige Informator, Das Typische Ding Und Mehr (1999年)
- Angeldust (2003年)
- Strudelsölle (2004年)
- Interviews (2014年)

これらの作品はMP3音源としてバンドの公式ページにて無料で配布されていたが、GEMAのルール改正により著作権料が発生することとなったため、ウォルフガング・ミュラーにメールで直接リクエストするという形式をとった。